# Поветкино (Тульская область)
Поветкино — село в Венёвском районе Тульской области России.
В рамках административно-территориального устройства является центром Поветкинского сельского округа Венёвского района, в рамках организации местного самоуправления входит в Центральное сельское поселение.

## География
Расположено в 51 км к северо-востоку от Тулы и в 6 км к юго-востоку от райцентра города Венёв.

## Население
| 2002 | 2010 |
| ---- | ---- |
| 235  | ↘176 |

Население — 176 чел. (2010).